# IC 4397
IC 4397 ist eine aktive Spiralgalaxie mit ausgedehnten Sternentstehungsgebieten vom Hubble-Typ Sbc im Sternbild Bärenhüter am Nordsternhimmel. Sie ist schätzungsweise 200 Millionen Lichtjahre von der Milchstraße entfernt und hat einen Durchmesser von etwa 145.000 Lj.
Im selben Himmelsareal befinden sich u. a. die Galaxien NGC 5553, IC 4395, IC 4399, IC 4405.
Das Objekt wurde am 23. Juni 1889 von Guillaume Bigourdan entdeckt.